# 田繁缕
田繁缕或伯格草（学名：Bergia ammannioides）为溝繁縷科伯格草屬下的一个种。